# Montipora explanulata
Espèce
Montipora explanulata est une espèce de coraux appartenant à la famille des Acroporidae.